# Angela Jakaj
Angela Jakaj (Shkodër, 22 mei 1999) is een Belgische actrice van Albanese afkomst.

## Carrière
In 2014 speelt Angela Jakaj haar eerste rol, Leyla in de Ketnetserie D5R. Ze volgde vier jaar toneellessen aan de stedelijke academie voor muziek, woord en dans in Vilvoorde. Sinds september 2014 maakt ze deel uit van de theatergroep jkg Element. Zowel in 2014 als in 2015 was Angela Jakaj te gast op Het gala van de gouden K's. 'D5R' werd beide jaren genomineerd en werd tweemaal Ketnet-reeks van het jaar. In 2016 krijgt Angela Jakaj de rol van Saartje Frederickx in de televisieserie Familie. In 2017 begon Jakaj aan de studie rechten in de universiteit van Leuven.
In 2019 had ze een gastrol in de online reeks instaverliefd als Amelie.

## Televisie
- De Buurtpolitie (2014) - Joleen Montrieux
- D5R (2014-2022) - Leyla Akbel
- Familie (2016) - als Saartje Frederickx
- Vloglab (2018-heden) als Angela Jakaj

## Film
- D5R: de film (2017) - als Leyla Akbel
- D5R: De Laatste Zomer Samen - als Leyla Akbel